# Гонштайн
Гонштайн (нім. Hohnstein) — місто в Німеччині, розташоване в землі Саксонія. Входить до складу району Саксонська Швейцарія — Східні Рудні Гори.
Площа — 64,61 км2. Населення становить 3262 ос. (станом на 31 грудня 2020).